# Фукуда Сіґео
Фукуда Сіґео (яп. 福田 繁雄, 4 лютого 1932 — 11 січня 2009) — японський скульптор, графік і дизайнер плакатів. Мінімаліст, жартівник і майстер оптичних ілюзій був одним з найцікавіших дизайнерів XX століття. Закінчивши в 1956 році Токійський художній університет, Фукуда працював ілюстратором, створював постери для правозахисних і добродійних організацій і брав участь в безлічі виставок по всьому світу. Фукуда, якого називали спадкоємцем Моріса Ешера, був одним з небагатьох японських художників, визнаних на Заході, — на його книзі «Visual Illusion» виросло не одне покоління американських графічних дизайнерів. Більш того, він став єдиним японцем, чиє ім'я включили в Зал слави престижного нью-йоркського Клубу артдиректорів.